# Clathrina
Genre
Synonymes
- Ascetta Haeckel, 1872
- Nardoa Schmidt, 1862
- Prosycum Haeckel, 1870
- Soleniscus Haeckel, 1870[1]

Clathrina est un genre d'éponges calcaires de la famille Clathrinidae. L'espèce Clathrina clathrus est l'espèce type du genre.

## Liste d'espèces
Selon World Register of Marine Species (4 février 2017) :
- Clathrina angraensis Azevedo & Klautau, 2007
- Clathrina antofagastensis Azevedo, Hajdu, Willenz & Klautau, 2009
- Clathrina aphrodita Azevedo, Cóndor-Luján, Willenz, Hajdu, Hooker & Klautau, 2015
- Clathrina aurea Solé-Cava, Klautau, Boury-Esnault, Borojevic & Thorpe, 1991
- Clathrina beckingae Van Soest & De Voogd, 2015
- Clathrina blanca (Miklucho-Maclay, 1868)
- Clathrina broendstedi Rapp, Janussen & Tendal, 2011
- Clathrina cancellata (Verrill, 1873)
- Clathrina ceylonensis (Dendy, 1905)
- Clathrina chrysea Borojevic & Klautau, 2000
- Clathrina clara Klautau & Valentine, 2003
- Clathrina clathrus (Schmidt, 1864)
- Clathrina compacta (Schuffner, 1877)
- Clathrina conifera Klautau & Borojevic, 2001
- Clathrina cordata (Haeckel, 1872)
- Clathrina coriacea (Montagu, 1814)
- Clathrina cribrata Rapp, Klautau & Valentine, 2001
- Clathrina cylindractina Klautau, Solé-Cava & Borojevic, 1994
- Clathrina dictyoides (Haeckel, 1872)
- Clathrina fjordica Azevedo, Hajdu, Willenz & Klautau, 2009
- Clathrina flexilis (Haeckel, 1872)
- Clathrina gardineri (Dendy, 1913)
- Clathrina helveola Wörheide & Hooper, 1999
- Clathrina heronensis Wörheide & Hooper, 1999
- Clathrina hispanica Klautau & Valentine, 2003
- Clathrina hondurensis Klautau & Valentine, 2003
- Clathrina izuensis (Tanita, 1942)
- Clathrina jorunnae Rapp, 2006
- Clathrina lacunosa (Johnston, 1842)
- Clathrina laminoclathrata Carter, 1886
- Clathrina loculosa (Haeckel, 1870)
- Clathrina luteoculcitella Wörheide & Hooper, 1999
- Clathrina minoricensis (Lackschewitsch, 1896)
- Clathrina multiformis (Breitfuss, 1898)
- Clathrina mutsu (Hozawa, 1928)
- Clathrina nuroensis Azevedo, Cóndor-Luján, Willenz, Hajdu, Hooker & Klautau, 2015
- Clathrina osculum Carter, 1886
- Clathrina parva Wörheide & Hooper, 1999
- Clathrina passionensis van Soest, Kaiser & Van Syoc, 2011
- Clathrina peruana Azevedo, Cóndor-Luján, Willenz, Hajdu, Hooker & Klautau, 2015
- Clathrina primordialis (Haeckel, 1872)
- Clathrina procumbens (von Lendenfeld, 1885)
- Clathrina purpurea Van Soest & De Voogd, 2015
- Clathrina ramosa (Azevedo, Hajdu, Willenz & Klautau, 2009)
- Clathrina rotunda Klautau & Valentine, 2003
- Clathrina rubra Sarà, 1958
- Clathrina sceptrum (Haeckel, 1872)
- Clathrina sinusarabica Klautau & Valentine, 2003
- Clathrina sororcula Van Soest & De Voogd, 2015
- Clathrina soyo (Hozawa, 1933)
- Clathrina stipitata (Dendy, 1891)
- Clathrina tendali Rapp, 2015
- Clathrina wistariensis Wörheide & Hooper, 1999

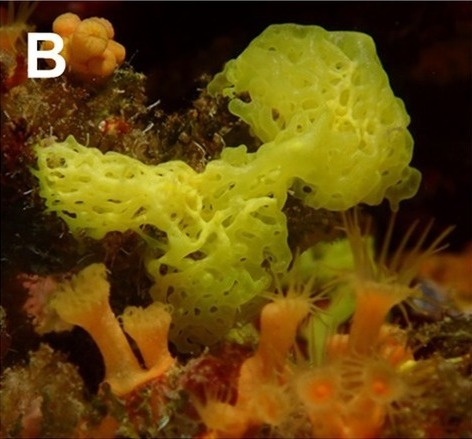
Clathrina clathrus (près de Calvi sur la côte nord de l'île de Corse)
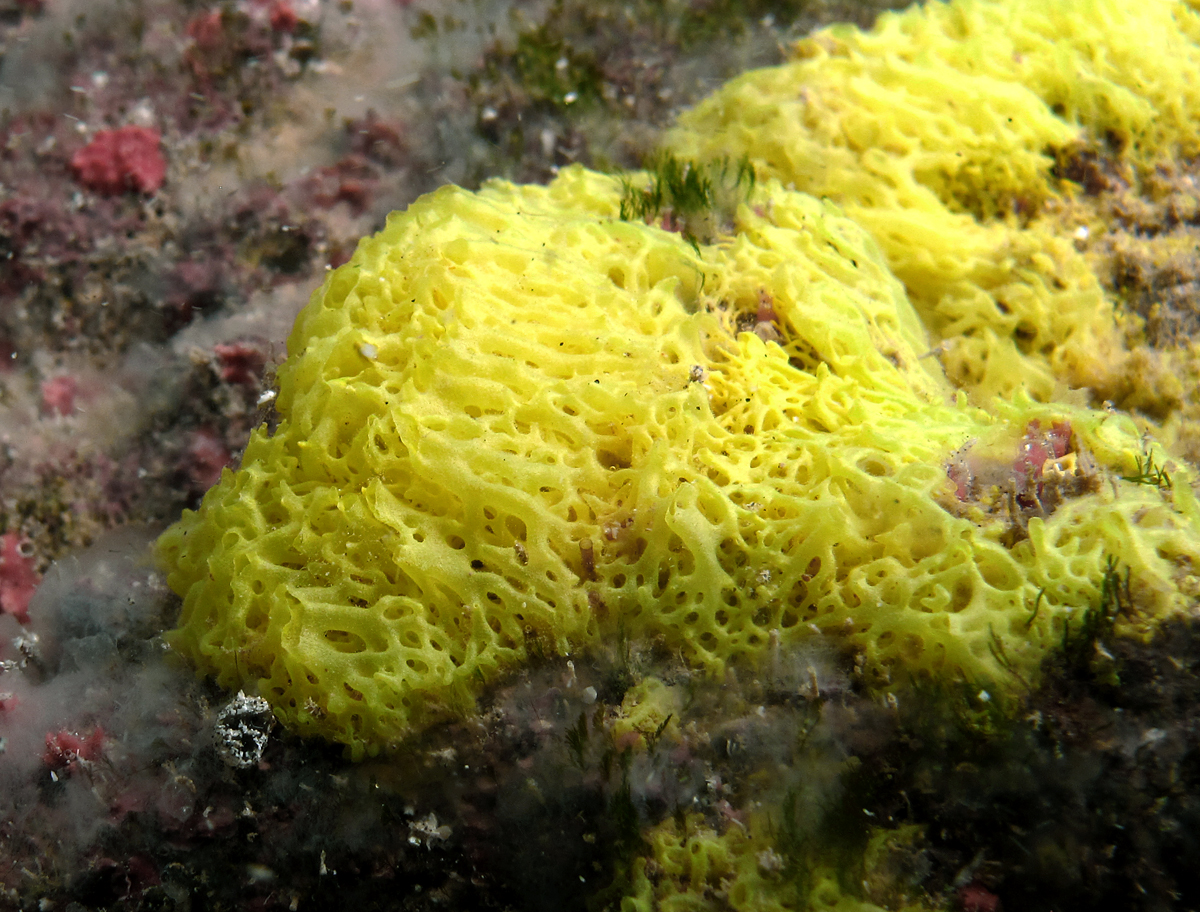
Clathrina darwinii
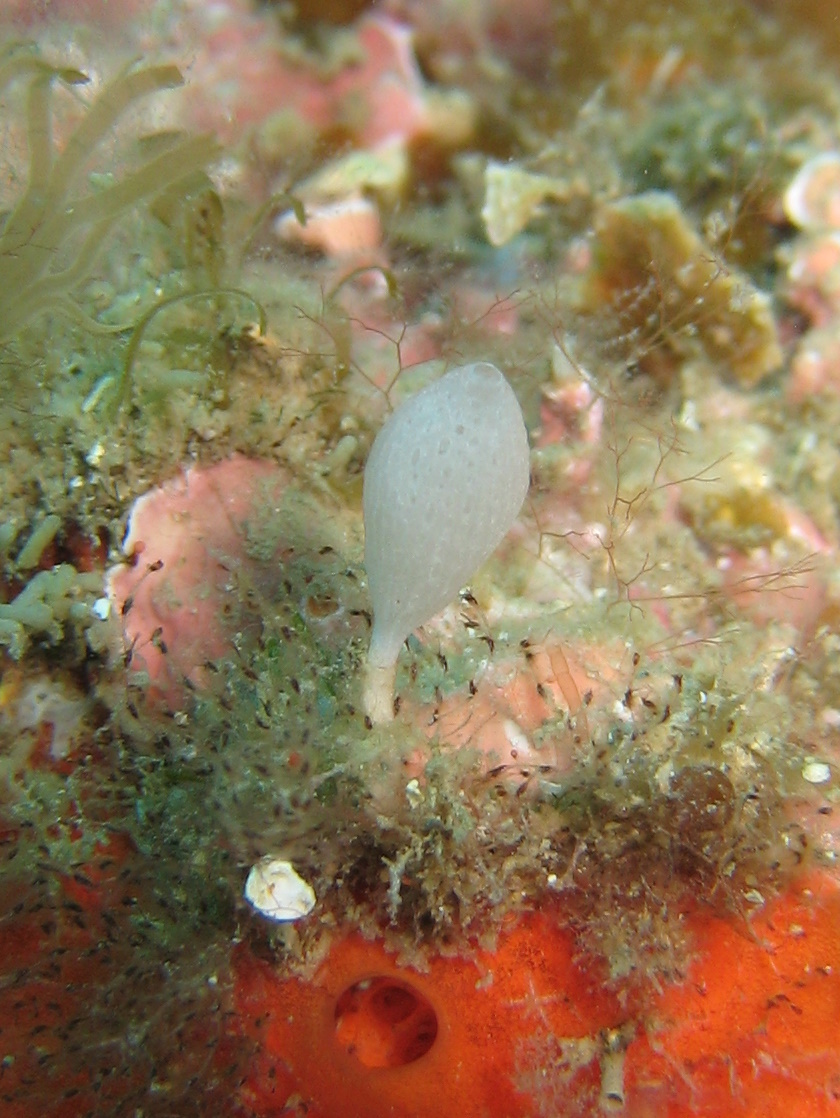
Clathrina lacunosa